# Mary Pos

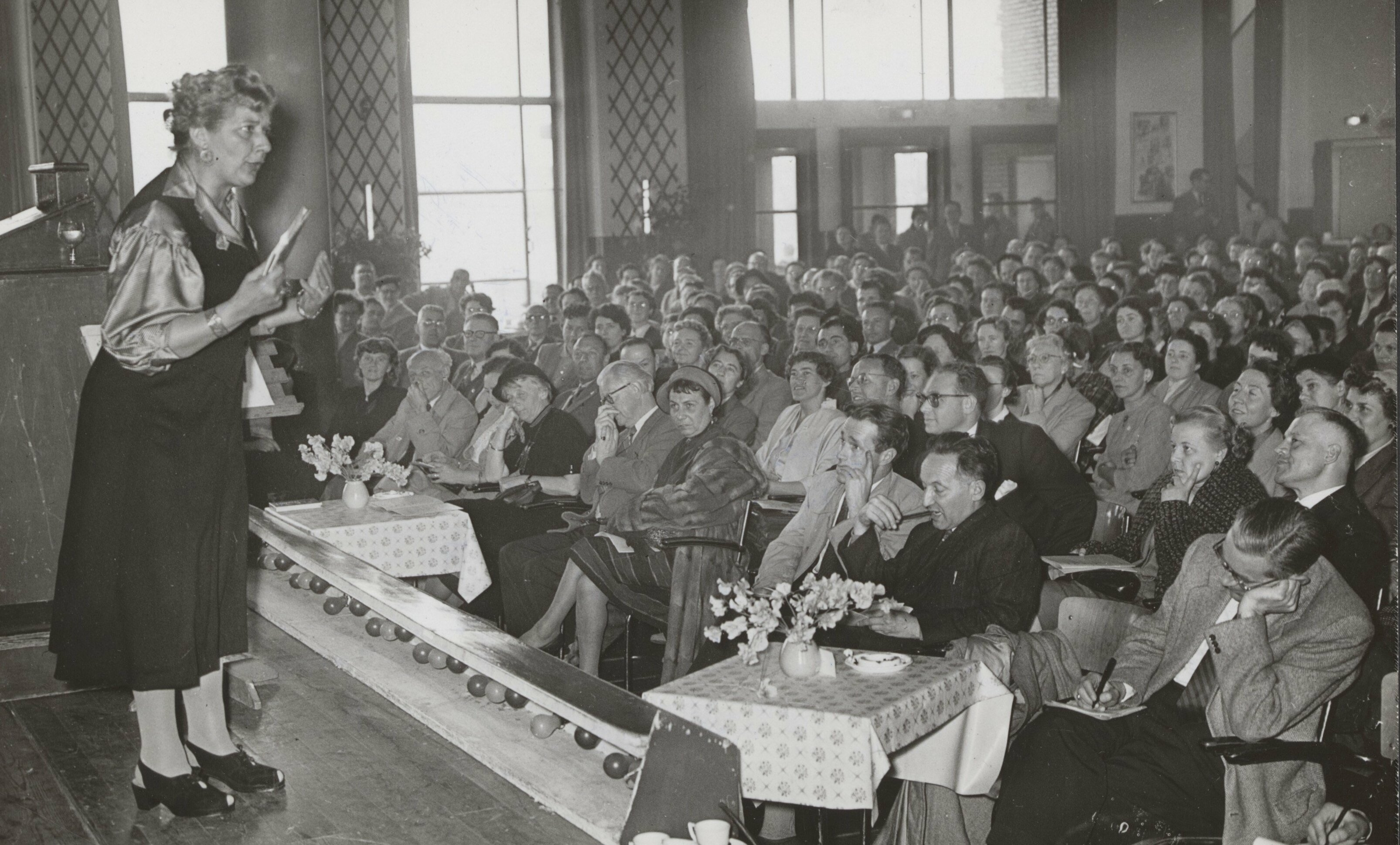
Mary Pos spreekt op de Wereld Vrijgezellendag, 1955

Maria (Marie) Pos (Zaandam, 26 juli 1904 - Bussum, 28 december 1987), bekend als schrijfster onder de naam Mary Pos, was een Nederlands journaliste en schrijfster. Zij werd vooral bekend door haar reisjournalistiek. Gedurende haar leven publiceerde Pos meer dan 20 boeken en 2000 artikelen.

## Jeugd en opleiding
Maria (Marie) Pos kwam uit een gereformeerd gezin. Haar vader deed evangelisatiewerk onder boeren in Noord-Holland en haar oom was missionaris in Nederlands-Indië. Ze was de oudste van zes kinderen; na haar twaalfde ging ze niet meer naar school omdat ze moest helpen in de huishouding. Toen ze zestien was vond ze een baan op een advocatenkantoor in Amsterdam; een jaar later ging ze werken bij een internationale wijnhandel in Purmerend. Ze deed verschillende avondcursussen, leerde Engels en nam spraakles om accentloos Nederlands te leren spreken.

## Schrijverschap
Onder de naam Mary Pos publiceerde ze tussen 1922 en 1934 naast haar baan artikelen voor kranten en tijdschriften, vaak met een christelijk signatuur. In 1931 verscheen haar jeugdroman 'Daden!'. Vanaf 1934 richtte ze zich volledig op het schrijven. Ze maakte reizen naar Italië, de Sovjet-Unie en de Verenigde Staten, waarover ze artikelen en boeken publiceerde. Ook gaf ze veel lezingen, onder andere voor de Nederlandse Christelijke Reis Vereniging.
Pos had een afkeer van het communisme en was een bewonderaar van de Italiaanse fascistenleider Mussolini, die ze in 1934, 1935 en 1942 interviewde. Deze interviews werden gepubliceerd in De Amsterdammer, De Telegraaf en het Calvinistisch Weekblad. In de Verenigde Staten interviewde ze onder andere Eleanor Roosevelt.
Tijdens de Duitse bezetting van Nederland in de Tweede Wereldoorlog werd Pos geen lid van de Kultuurkamer, en in 1944 verboden de Duitse bezettingsautoriteiten het haar om nog lezingen te geven. Na de bevrijding werd ze door Het Parool afgeschilderd als nazipropagandiste omdat ze in de zomer van 1940 een aantal artikelen in De Telegraaf had gepubliceerd over een bezoek aan Nederlandse kinderen in door Nazi-Duitsland geannexeerd Oostenrijk. Op 2 augustus 1945 legde het Militair Gezag haar een schrijfverbod op; een maand later werd ze al door de Politieke Opsporingsdienst en de Ereraad voor de Letterkunde gerehabiliteerd.
Na de oorlog bereisde Pos de hele wereld (ze zei zelf alleen China, Japan en Andorra nooit te hebben bezocht) en publiceerde een serie reisboeken. Ook bleef ze lezingen geven. In haar artikelen en boeken heeft Pos een enigszins moraliserende toon, en een protestants-christelijk perspectief. Ze was een meeslepend en soms wat melodramatische verteller. Haar totale oeuvre wordt geschat op meer dan 20 boeken en 2000 artikelen. Haar reizen en lezingen werden gesponsord door Nederlandse ondernemingen zoals Heineken, KLM en Wybertjes. Ook het Nederlandse ministerie van buitenlandse zaken steunde haar.
Ze kreeg veel kritiek toen ze in 1967 in haar boek Wie was Dr. Verwoerd? de Zuid-Afrikaanse apartheidspoliticus Hendrik Verwoerd verdedigde. Verschillende tijdschriften weigerden daarna haar artikelen te plaatsen.

## Persoonlijk
In 1959 trouwde Pos met de Amerikaanse hoogleraar Eber Malcolm Carroll, die enkele maanden later overleed. In 1960 hertrouwde ze met de Amerikaanse gepensioneerde ingenieur Ernest William Doweswell. Van 1959 tot haar dood woonde ze in Bussum. De laatste jaren van haar leven zette zij zich in voor dieren- en natuurbescherming.